# Халилово (Абзелиловский район)
Хали́лово (баш. Хәлил, от араб. خليل‎: любимый, милый, друг, возлюбленный) — село в Абзелиловском районе Республики Башкортостан России, административный центр Халиловского сельсовета. Один из самых древних, коренных карагай-кипчакских населённых пунктов в районе. Согласно переписи 2020 года население составляло  930 человек.

## География
Село расположено на восточном склоне Южного Урала, у хребта Ирендык, на склоне горы Сагыл.
В километре к югу от села расположено озеро Султанкуль.
| Населенный пункт | Расстояние |
| ---------------- | ---------- |
| Ишбулдино        | 4 км       |
| Абдульмамбетово  | 7 км       |
| Аскарово         | 34 км      |
| Сибай            | 45 км      |
| Магнитогорск     | 65 км      |
| Уфа              | 350 км     |

## История
На реке Дарывды (баш. Дарыулы йылғаһы) находилась одна из древних коренных карагай-кипчакских деревень Халилово. В XVIII веке, в разгар междоусобных войн кипчакских и бурзянских племен, мудрый старец по имени Халил, живший в поселении кипчаков, в предгорьях хребта Ирендык, решил основаться на берегу реки с чистой и целебной водой Дарывды. Она протекает от скал Таганташ и впадает в реку Большой Кизил. Перед смертью Халил дал наказ своим отпрыскам похоронить его между территорий кипчаков и бурзянцев, в предгорье Сагыл, чуть выше озера Султанкуль. После этого междоусобные войны между двумя крупными племенами башкир прекратились.
В конце XVIII века деревня по сравнению с другими считалась крупным поселением. По V ревизии, её население состояло из башкир и татар. В 40 дворах проживало 194 башкира, в 20 дворах — 120 татар. В 1859 году в 72 дворах жило 522 вотчинника. 1091 человек проживал в 204 домах в 1920 году. Последняя X ревизия и советская перепись не выделили татар среди жителей. Видимо, они были ассимилированы местными жителями, поскольку татарам было предоставлено одинаковое право владения вотчинными угодьями и они составляли меньшинство населения.
В конце XVIII века деревня насчитывала 6 хуторов Тимгиново, Кильмекеево, Баталтимирово и др.
Все жители занимались скотоводством. В 1842 году из 62 дворов 62 кибитки выезжали на кочёвку. Им принадлежало 300 лошадей, 150 коров, 200 овец и 80 коз. Пчеловодство, рыболовство, охота, как сказано в документе, дополняли занятия жителей. Часть их занималась земледелием: 16 пудов озимого и 416 пудов ярового хлеба засевали на всех, Мухаметкарим Хасанов сеял по 125 пудов в год.
В конце XIX века основано медресе для мальчиков. В 1938 году на его месте построена семилетняя школа.
В начале XX века братьями Рамиевыми и Курбангалиевыми разрабатывались месторождения золота. В годы Великой Отечественной войны из села на фронт ушло около 368 человек. Живыми из них вернулись 171 человек.
После войны начался подъём сельского хозяйства, освоение целины, вспашка прилегающих к селу рощ. Было построено современное здание школы.
Построили для орошения близлежащих полей плотину (не функционирует). Сегодня плотина в аренде и используется для рыбного промысла.
Сегодня население, как правило, трудоустроено за пределами сельского поселения и даже района и республики: от села Аскарова, сельскохозяйственных организаций района, предприятий Магнитогорска до Твери, Сочи и Москвы.
Проведена реконструкция автодороги из Аскарова в  Сибай.
Торговля представлена еженедельно проводимым базаром и магазинами различного ассортимента.

## Население
| 1968 | 2002  | 2009  | 2010  |
| ---- | ----- | ----- | ----- |
| 760  | ↗1070 | ↗1202 | ↘1117 |

## Улицы
- Г. Сарбаева,
- Молодёжная,
- Г. Ушанова
- Новая,
- Горная,
- Партизанская,
- Давлетова,
- С. Юлаева,
- Дарыулы,
- Советская,
- Ленина,
- Ш. Биккулова,
- Мельничная,
- Шадыгаево.

## Инфраструктура
В селе имеется дом культуры, средняя школа, детский сад, краеведческий музей, поликлиника, рынок.

## Музыкальные коллективы
— Группа «Етегэн Йондоз», (баш. Етегән Йондоҙ, «Большая Медведица»), ныне "Етегән"
- Музыкальное направление группы: танцевальная поп-музыка.
- Состав группы: руководитель Галимов Ильдар, солисты группы Галимова Наркиза, Габитов Загит.

— Группа «Ос таган» («Тренога»).
- Музыкальное направление группы: танцевальная поп-музыка.
- Состав группы: руководитель Туркменов Айбулат, солисты группы Туркменов Айбулат, Киньябулатов Ильгиз, Халимов Рустам.

## Танцевальные коллективы
—  Ансамбль народного танца «Лейсан».
- Направление ансамбля: народные танцы.
- Хореографы Мусин Булат, Фазыльянов Загир, Фазыльянова Сания, Тагирова Гульнара, Давлетова (Алимгужина) Нейля.
- Солисты ансамбля, учащиеся МОБУ «СОШ с. Халилова» (Булат Мусин, Булат Шамгулов, Гайнислам Асадуллин, Арслан Хайбуллин, Салих Давлетов, Загир Фазыльянов, Фаниль Асадуллин, Мусин Рифат, Давлетов Рустам, Давлетов Рафис, Давлетов Дим, Галин Динар, Давлетов Ильдар, Кусарбаев Ильсур, Юлдыбаев Рафис, Асадуллин Руслан, Ахметов Вагиз, Ильясов Айгиз, Рахматуллин Айбулат, Ильясов Иршат, Ишмухаметов Рамазан, Рахматуллин Айдар, Янтурин Шамиль, Рамзиля Уелданова, Нургиза Давлетова, Разиля Утягулова, Гузалия Муталова, Регина Сайфетдинова, Айгуль Мухамедьярова, Ильнара Уелданова, Альфира Кускарова, Нурзиля Утягулова, Айзиля Хисматуллина, Гузель Байгильдина, Наркас Хайбуллина, Рузиля Сафетдинова).

## Религия
В селе есть мечеть.

## Достопримечательности
В 3 км находится озеро Султанкуль.

## Люди, связанные с селом
- Амангильдина, Римма Зайнитдиновна (род. 1 марта 1972 года) — певица, народная артистка Башкортостана (2012).
- Амангильдина, Дамира Зайнетдиновна (род. 30 августа 1975 года) — заслуженная артистка Республики Башкортостан.
- Ахметкужина, Фарида Абуталиповна (14 мая 1944 года, д. Амангильдино, Абзелиловского района БАССР — 10 января 2008 года, с. Халилово, Абзелиловского района РБ) — педагог,  отличник образования  РБ, ветеран труда.
- Биккулов, Шакир Салимович (15 января 1932 года, с. Халилово Абзелиловского района БАССР — 18 мая 1983 года, г. Уфа) — советский башкирский писатель.
- Давлетов, Рауф (Абдрауф), (Габдурауф) Ганеевич — Герой Советского Союза.
- Шугуров, Расуль Игдисамович — государственный деятель, депутат Государственной думы второго созыва.